# Kohlū-ye Pā'īn
Kohlū-ye Pā'īn (persiska: كُهلوی سُفلَى, كُهلوی, كُهلوی پائين, كُهُلو, كَهلُّ, Kohlū-ye Soflá, Kohlū-ye Pā’īn, كهلو پائين) är en ort i Iran.   Den ligger i provinsen Markazi, i den nordvästra delen av landet, 170 km sydväst om huvudstaden Teheran. Kohlū-ye Pā'īn ligger 1 950 meter över havet och antalet invånare är 285.
Terrängen runt Kohlū-ye Pā'īn är kuperad åt sydväst, men åt nordost är den bergig. Runt Kohlū-ye Pā'īn är det glesbefolkat, med 20 invånare per kvadratkilometer. Närmaste större samhälle är Gharqābād, 13,9 km norr om Kohlū-ye Pā'īn. Trakten runt Kohlū-ye Pā'īn består i huvudsak av gräsmarker.